# نو خرچنگ
نو خرچنگ یک ستاره است که در صورت فلکی خرچنگ قرار دارد.